# Table des caractères Unicode/U10A80
Cette page contient des caractères spéciaux ou non latins. S’ils s’affichent mal (▯, ?, etc.), consultez la page d’aide Unicode.
Table des caractères Unicode U+10A80 à U+10A9F.

## Nord-arabique
Caractères utilisés pour l'Ancien arabe du nord (en).

### Table des caractères
|         | 0 | 1 | 2 | 3 | 4 | 5 | 6 | 7 | 8 | 9 | A | B | C | D | E | F |
| U+10A80 | 𐪀 | 𐪁 | 𐪂 | 𐪃 | 𐪄 | 𐪅 | 𐪆 | 𐪇 | 𐪈 | 𐪉 | 𐪊 | 𐪋 | 𐪌 | 𐪍 | 𐪎 | 𐪏 |
| U+10A90 | 𐪐 | 𐪑 | 𐪒 | 𐪓 | 𐪔 | 𐪕 | 𐪖 | 𐪗 | 𐪘 | 𐪙 | 𐪚 | 𐪛 | 𐪜 | 𐪝 | 𐪞 | 𐪟 |
| ------- | - | - | - | - | - | - | - | - | - | - | - | - | - | - | - | - |